# 西風帶

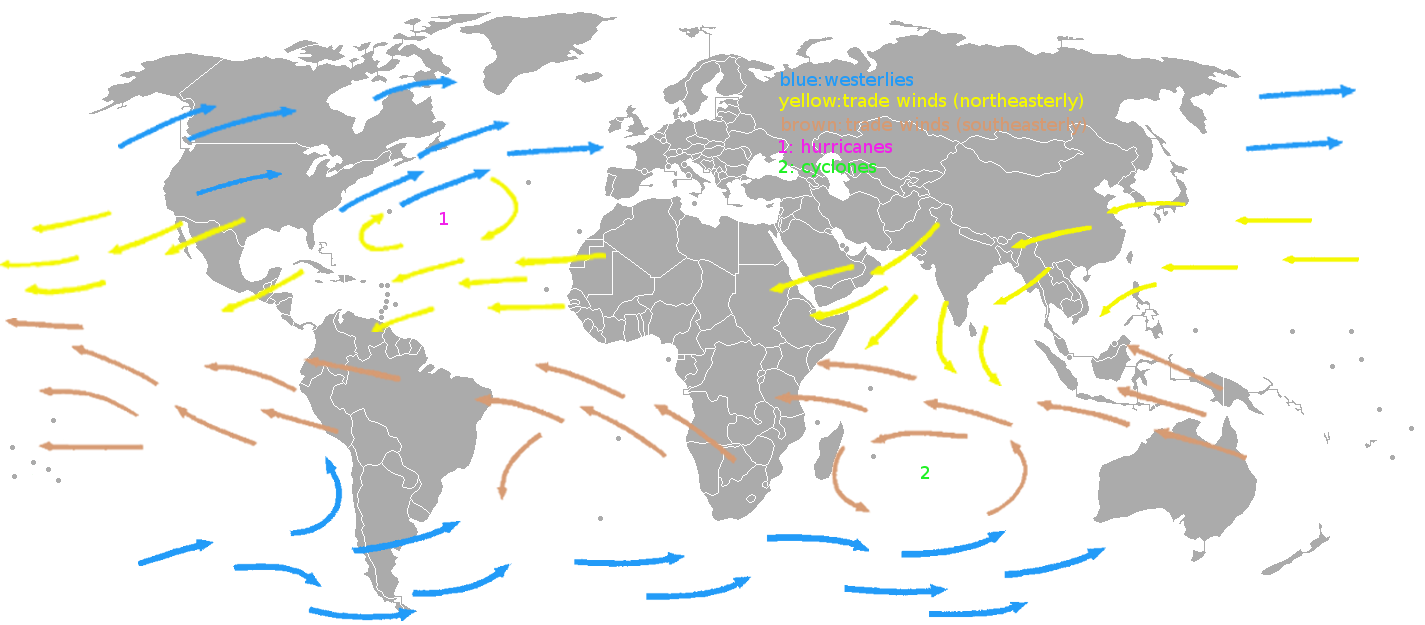
盛行西风（蓝）、东北信风（黄）、东南信风（棕）。

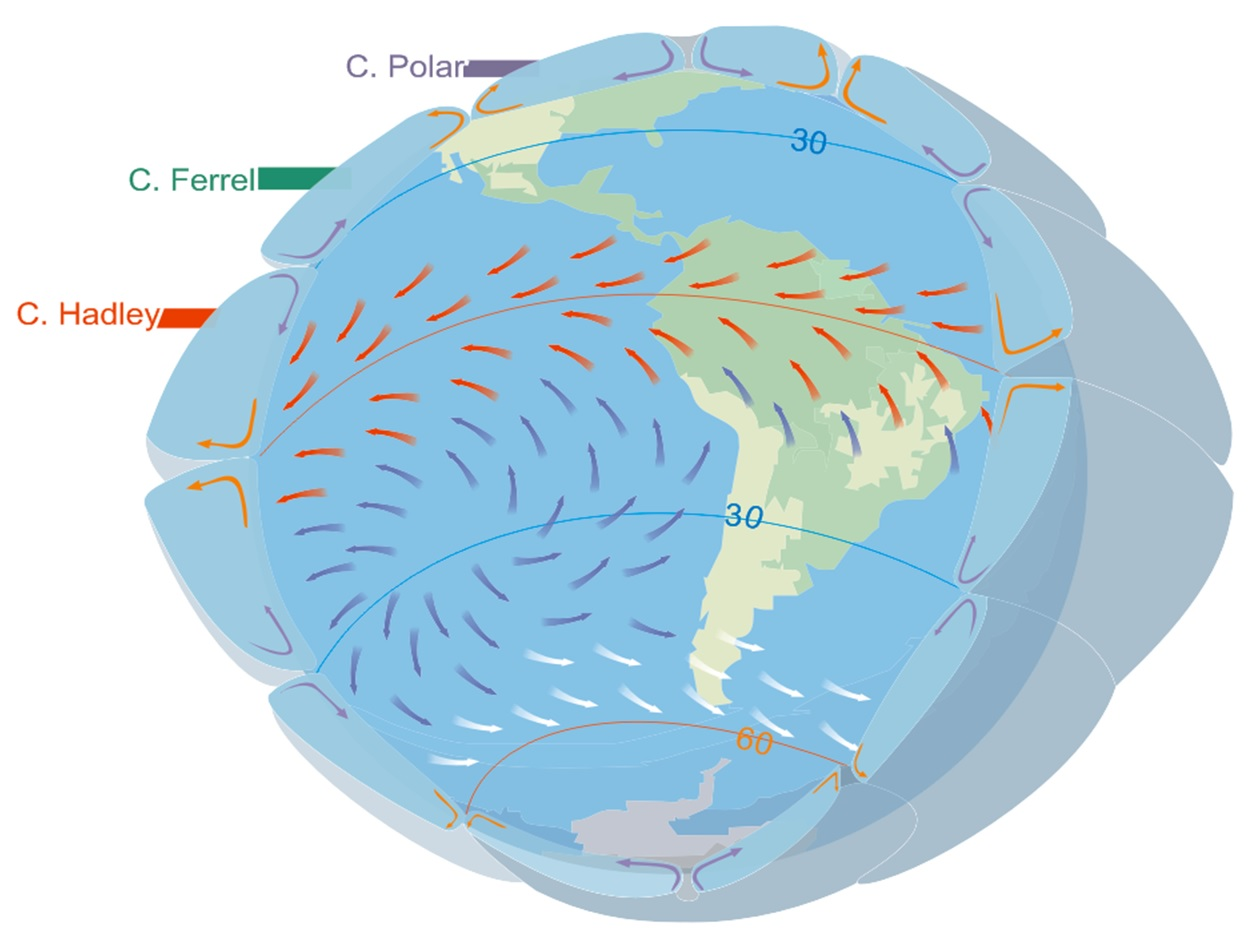
大气环流概览：信风（红）、盛行西风（白）、南太平洋反气旋（蓝）。

西风带，又称盛行西风带，是中纬度地区（纬度在35°－65°之间）自西向东吹的盛行风，由副热带高压带的高压区域吹向极地区域。北半球的西风带主要吹西南风，南半球则主要吹西北风。当半球处于冬季且极地附近的气压较低时，西风带最强；而当半球处于夏季且极地附近的气压较高时，西风带最弱。南半球的中纬度地区少有会导致西风减速的陆地，因此盛行西风格外强。西风带中存在着各类温带气旋和反气旋。越过副热带高压脊线进入西风带的热带气旋会因西风的增加而转向，并可能发生温带变性。盛行西风还把温暖的赤道水和空气带到中纬度大陆的西海岸，对其气候特征起着重要作用。

## 成因及影响因素
由于地球的不同地区所接收到的太阳辐射能量分布不均匀，温暖的亚热带大气和较冷的极地大气之间存在着温度梯度，这是盛行西风的主要能量来源。如果地球被太阳潮汐锁定，中纬度区域的风会吹向极地。然而，由于地球自转引起的科里奥利力，吹向极地的风会向东偏转，对于北半球是右偏，对于南半球是左偏。因此，北半球的西风带主要吹西南风，南半球的西风带则主要吹西北风。
全年来看，盛行西风的强度随着极地气旋的变化而变化。冬季，随着气旋达到最强，盛行西风增强；夏季，随着气旋达到最弱，盛行西风减弱。当北极涛动指数为正时，极地气压较低，盛行西风增强，使得中纬度地区变暖。反之，当北极涛动指数为负时，极地气压较高，盛行西风减弱，结果极地冷空气南下，使中纬度地区变得寒冷。南半球的中纬度地区少有会导致西风减速的陆地，因此盛行西风格外强。由于其多云、多暴风雨的天气，根据纬度的不同，此区域分别被人们称为咆啸40度、狂暴50度和尖叫60度。其中，西风在处于40°—50°S之间的咆啸40度最强。

## 对洋流的影响

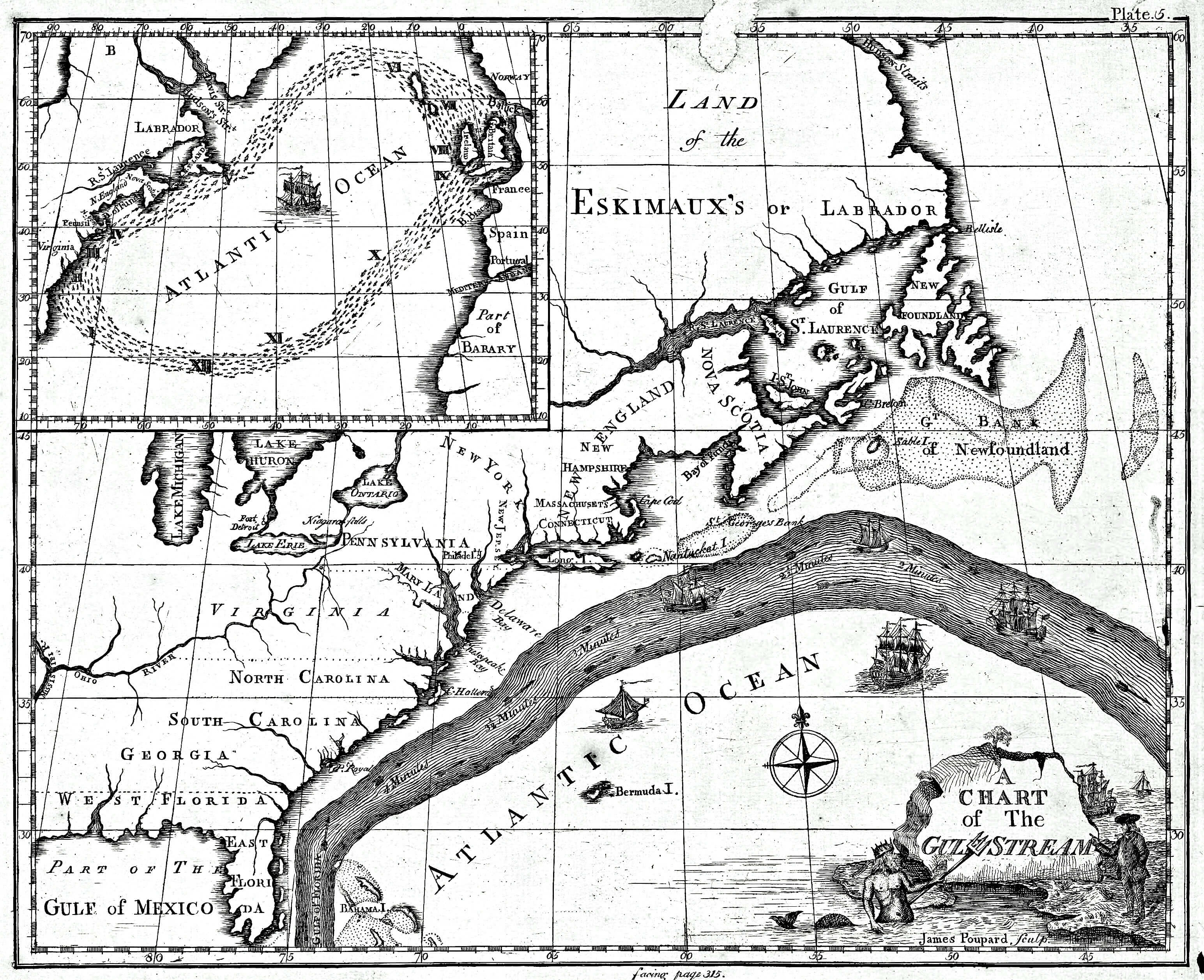
本杰明·富兰克林绘制的湾流地图

在大西洋和太平洋洋面上的副热带高压北侧，存在着自西向东吹的盛行风，驱动着南北两半球的洋流以相似的形式流动。盛行西风和信风的作用导致大洋环流的西岸强化现象，即洋盆西边界的洋流比东边界洋流更强，并向极地方向输送温暖的热带水。例如，墨西哥湾暖流，作为北大西洋环流的一部分，促使各种强气旋在盛行西风的基础上生成。与湾流相似的还有日本暖流，它是西北太平洋的强西边界流。
在盛行西风的作用下，有些地区的洋流几乎常年都向东运动，称作西风漂流。在南半球，西风漂流主要指南极环流，它是自西向东环绕南极洲的洋流，在南冰洋占主导地位，且是最大的洋流，流量约为1.25×108 m³/s。在北半球，西风漂流则包括北大西洋洋流和北太平洋洋流。

## 与气旋的相互作用

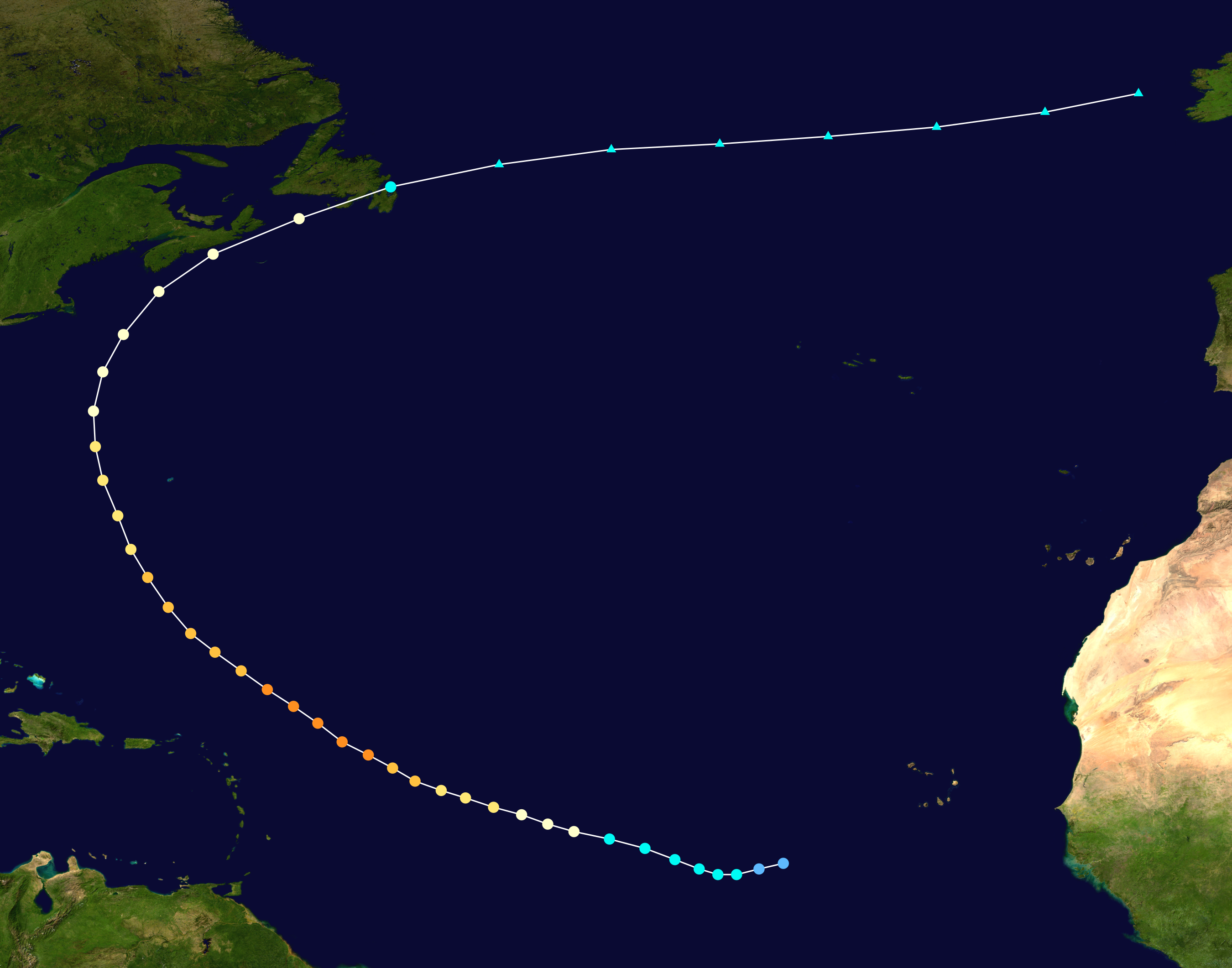
在2009年，飓风比尔转向离开美洲海岸，图为其轨迹。

西风带的一个重要特征是其中存在着各类气旋和反气旋，这是由于西风带本身具有斜压性。盛行西风会自西向东引导温带气旋，这是一种天气尺度的斜压性低压天气系统，既缺乏热带特征也缺乏极地特征，出现时往往伴随着锋面。
温带气旋一般在热带以外的行星中纬度地区产生，根据产生地点，温带气旋也被叫做“中纬度气旋”，根据大气压强，气旋也被叫做“低压”。由于温带气旋在存在温度和露点梯度的区域生成，它们绝大多数时候被认为是斜压的，但是温带气旋在它们生命周期的后期有时也可以是正压的，在此时的气旋四周，温度沿径向的分布相当均匀。若温带气旋在温暖的水面上停留并发展出中央垂直对流，则其核心会被温暖，结果其中心区域温度和露点的梯度逐渐减弱，此时温带气旋可能转变为亚热带风暴，并进一步变为热带气旋。温带气旋和反气旋将温度梯度所蕴含的势能转化成了空气运动的动能，可以缓解低纬度地区的潜在能量过剩并将之输送至中高纬度地区，有助于防止西风带中斜压的进一步增加。
西风带的斜压和冷空气也会影响热带气旋，而使之逐渐变性为温带气旋，此过程称为“温带变性”。热带气旋往往经由高压区域的破裂处越过副热带高压脊线，此时受向极地一侧的较低压区域吹去的风的影响，其轨迹会显著偏转，等到变为向极地方向稍偏东移动，气旋进入西风带，并开始转向。例如在太平洋洋面上生成的向亚洲方向移动的台风，常受西风槽影响而转向离开日本向北移动，随后向东北移动。2006年台风伊欧凯就是一个转向的热带气旋，其轨迹类似。

## 对天气和气候的影响
中纬度地区的气候受地表和高空的盛行西风支配。特定位置的日常天气，连同表面天气系统，也都在很大程度上受盛行西风的位置和强度的影响。纬向环流指数衡量西风所占分量，它的变化往往导致中纬度地区气候异常。
在北半球，中纬度地区存在着大量陆地，因此气候的东西差异特别明显。盛行西风把温暖的赤道水和空气带到大陆西海岸，使得西海岸地区常常气候温和并有丰富的降水，而在大陆内部则气候的大陆性更强，全年温度极差更大，降水也更少，且多在夏季。根据周淑贞气候分类法，处于纬度40°—60°的中纬度大陆西岸的温带海洋性气候是全年受西风带影响的气候，而属于地中海式气候的纬度30°—40°的中纬度大陆西岸则主要在冬季受西风带影响。